# Ховаєв Вячеслав Олександрович
Вячеслав Олександрович Хова́єв (26 вересня 1911, Катеринослав —26 липня 1977, Дніпропетровськ) — український радянський живописець; член Спілки радянських художників України з 1954 року.

## Біографія
Народився 26 вересня 1911 року в місті Катеринославі (нині Дніпро, Україна). У 1930—1932 роках навчався в Дніпропетровському державному художньому училищі. 1939 року закінчив Всеросійську академію мистецтв в Ленінграді, де навчався у Ісаака Бродського, Олесандра Любимова). Дипломна робота — картина «Папанінці».

Вячеслав Ховаєв у ранні роки.

З кінця 1940 року розпочав викладацьку діяльність. Мешкав у Дніпропетровську в будинку на проспекті Гагаріна, № 12, квартира № 22. Помер у Дніпропетровську 26 липня 1977 року.

## Творчість
Працював в галузі станкового живопису, створював жанрові картини, портрети. Серед робіт:
- «За читанням» (1939, Дніпровський художній музей)[1];
- «Індустріальний пейзаж» (1950);
- «Біля мартена» (1952, Національний художній музей України)[2];
- «Захід Сонця» (1953, Дніпровський художній музей)[1];
- «У мартенівському цеху» (1957);
- «Кривий Ріг. Бурильники» (1957);
- «Швидкісники Криворіжжя» (1960);
- «Ленін на Місяці» (1960);
- «…Вставайте, кайдани порвіте…» (1961);
- «Кривий Ріг. Прохідники квершлагу» (1967);
- «Відкриття на Місяці» (1972, Дніпровський художній музей)[1].

Брав участь у всесоюзних виставках з 1939 року, республіканських — з 1951 року, зарубіжних — з 1955 року.
Крім вище згаданих музеїв твори художника зберігаються у Музеї українського живопису, приватних колекціях.